# Lipie (powiat kutnowski)
Lipie – osada w Polsce położona w województwie łódzkim, w powiecie kutnowskim, w gminie Łanięta.
Wieś szlachecka położona była w drugiej połowie XVI wieku w powiecie gostynińskim ziemi gostynińskiej województwa rawskiego. W latach 1975–1998 miejscowość należała administracyjnie do województwa płockiego.